# Cecil Scott
Cecil Scott (Springfield, 1905. november 22. – New York, 1964. január 5.) amerikai  dzsesszklarinétos, tenorszaxofonos, zenekarvezető.

## Pályafutása
Cecil Scott és a bátyja, Lloyd Scott, dobos tinédzserként együtt zenélt. Az 1920-as évek végéig társként játszottak együtt, Ohióban és New Yorkban, a Savoy Ballroomban. Együttesnek a tagja volt Dicky Wells, Frankie Newton, Bill Coleman, Roy Eldridge, Johnny Hodges és Chu Berry.
Cecil Scott 1929-ben átvette a teljes irányítást a zenekar felett, bár Lloyd továbbra is jelentős szerepet játszott.
1930-as évek elején Scott súlyos lábsérülést szenvedett egy balesetben és karrierje átmenetileg félbeszakadt. Felgyógyulása után 1932-33-ban Ellsworth Reynoldsszal, majd Teddy Hillel, Clarence Williamsszel és Teddy Wilsonnaljátszott. Egy koncerten Billie Holiday-t kísérte.
Az 1940-es évek elején Alberto Socarrasszal, Red Allennel, Willie „The Lion” Smith-szel játszott, majd 1942-ben saját zenekarában, időnként a Hot Lips Page és az Art Hodes is szerepelt. Az 1940-es években Slim Gaillarddal is játszott.
1950-ben feloszlatta a zenekart és Jimmy McPartlanddal dolgozott. 1964-ben bekövetkezett haláláig zenekari tagként mintegy 75 lemezen szerepelt.